# بیت سلم (روستا)
 بیت سلم به عربی ( بیت سلَم)، روستایی است در دهستان احبوب از توابع استان 
استان صَنعاء در کشور یمن در شبه جزیره عربستان.

## جمعیت
جمعیت آن ( 100 ) نفر ( 10 خانوار) می‌باشد.